# (37075) 2000 UC54
2000 UC54 (asteroide 37075) é um asteroide da cintura principal. Possui uma excentricidade de 0.05588380 e uma inclinação de 16.08889º.
Este asteroide foi descoberto no dia 24 de outubro de 2000 por LINEAR em Socorro.